# بارومینی
بارومینی (به ایتالیایی: Barumini) یک کومونه در ایتالیا است که در استان مدیو کامپیدانو واقع شده‌است.

## خصوصیات
بارومینی ۲۶٫۶ کیلومترمربع مساحت و ۱٬۳۴۱ نفر جمعیت دارد و ۲۰۲ متر بالاتر از سطح دریا واقع شده‌است.